# Ceinture d'astéroïdes de HD 69830
La ceinture d'astéroïdes de HD 69830 est un disque de débris entourant l'étoile naine orange HD 69830. Cette ceinture est située à environ une unité astronomique de l'étoile, à l'extérieur des trois planètes connues autour de l'étoile.